# 生熊長幸
生熊 長幸（いくま ながゆき、1945年 - ）は、日本の法学者。専門は民法。立命館大学法務研究科（法科大学院）教授。岡山大学、大阪市立大学名誉教授。茨城県水戸市出身。学位は、博士（法学）（大阪市立大学・論文博士・2001年）。

## 略歴[2]
- 1968年 - 東北大学法学部卒業。
- 1968年 - 東北大学法学部助手（指導教授は鈴木禄彌）。
- 1984年 - 岡山大学法学部教授。
- 1993年 - 大阪市立大学法学部教授。
- 1996年 - 岡山大学名誉教授。
- 2004年 - 第10回全国銀行学術研究振興財団賞受賞。
- 2007年 - 大阪市立大学名誉教授。立命館大学法務研究科教授。
- 2024年 - 瑞宝中綬章受章[5][6]。

## 著書
- 『物上代位と収益管理』（有斐閣、2003年）
- 『即時取得の判例総合解説』（信山社、2003年）
- 『わかりやすい民事執行法・民事保全法〔第2版〕』（成文堂、2012年）
- 『物権法』(三省堂、2013年)
- 『担保物権法』(三省堂、2013年)